# لیندزی یاکوبلیس
لیندزی یاکوبلیس (انگلیسی: Lindsey Jacobellis؛ زادهٔ ۱۹ اوت ۱۹۸۵) اسنوبردسوار اهل ایالات متحده آمریکا است.
وی در مسابقات کشوری و بین‌المللی در مجموع برندهٔ ۱۸ مدال طلا، ۲ مدال نقره، ۲ مدال برنز شده‌است.